# Ehrhart Schott
Ehrhart Schott (* 31. Juli 1879 in Heidelberg; † 19. April 1968 ebenda) war ein deutscher Unternehmer.

## Leben
Ehrhart Schott, Sohn des Aufsichtsratsvorsitzenden der Portland-Cementwerke Heidelberg-Mannheim-Stuttgart A.-G Geheimrat Friedrich Schott sowie der Emma geborene Fischer, Abiturient am Humanistischen Gymnasium in Heidelberg, widmete sich in der Folge ab 1899 einem Maschinenbaustudium an der TH Braunschweig, anschließend einem Chemiestudium an der Universität Heidelberg, bevor er dort 1908 zum Dr. phil. promoviert wurde. 1899 wurde er Mitglied der Braunschweiger Burschenschaft Alemannia.
Am Ersten Weltkrieg nahm er als Oberleutnant und Batterieführer teil und wurde mit dem Eisernen Kreuz ausgezeichnet.
Seine berufliche Laufbahn begann Schott 1907 als Direktor des Portland-Cementwerkes in Leimen, 1910 wechselte er als Betriebsleiter und Betriebsdirektor ins Portland-Cementwerk nach Heidelberg, 1917 wurde er zum Direktor und Vorstandsmitglied der gleichen Firma bestellt. Zusätzlich wurde ihm das Amt des Vizepräsidenten der Heidelberger Industrie- und Handelskammer übertragen. Nachdem Schott 1934 aus politischen Gründen aus seinen Ämtern entlassen worden war, baute er trotz Schwierigkeiten mit den nationalsozialistischen Machthabern einen privaten chemischen Betrieb auf. Er wurde aufgrund seiner politischen Einstellung trotz seines hohen Alters noch im Oktober 1944 zum Schanzen nach Frankreich geschickt. 1945 wurde Ehrhart Schott in die Unternehmensleitung der Portland-Cementwerke Heidelberg-Mannheim-Stuttgart A.-G zurückberufen, 1954 wurde er 75-jährig in den Ruhestand verabschiedet.

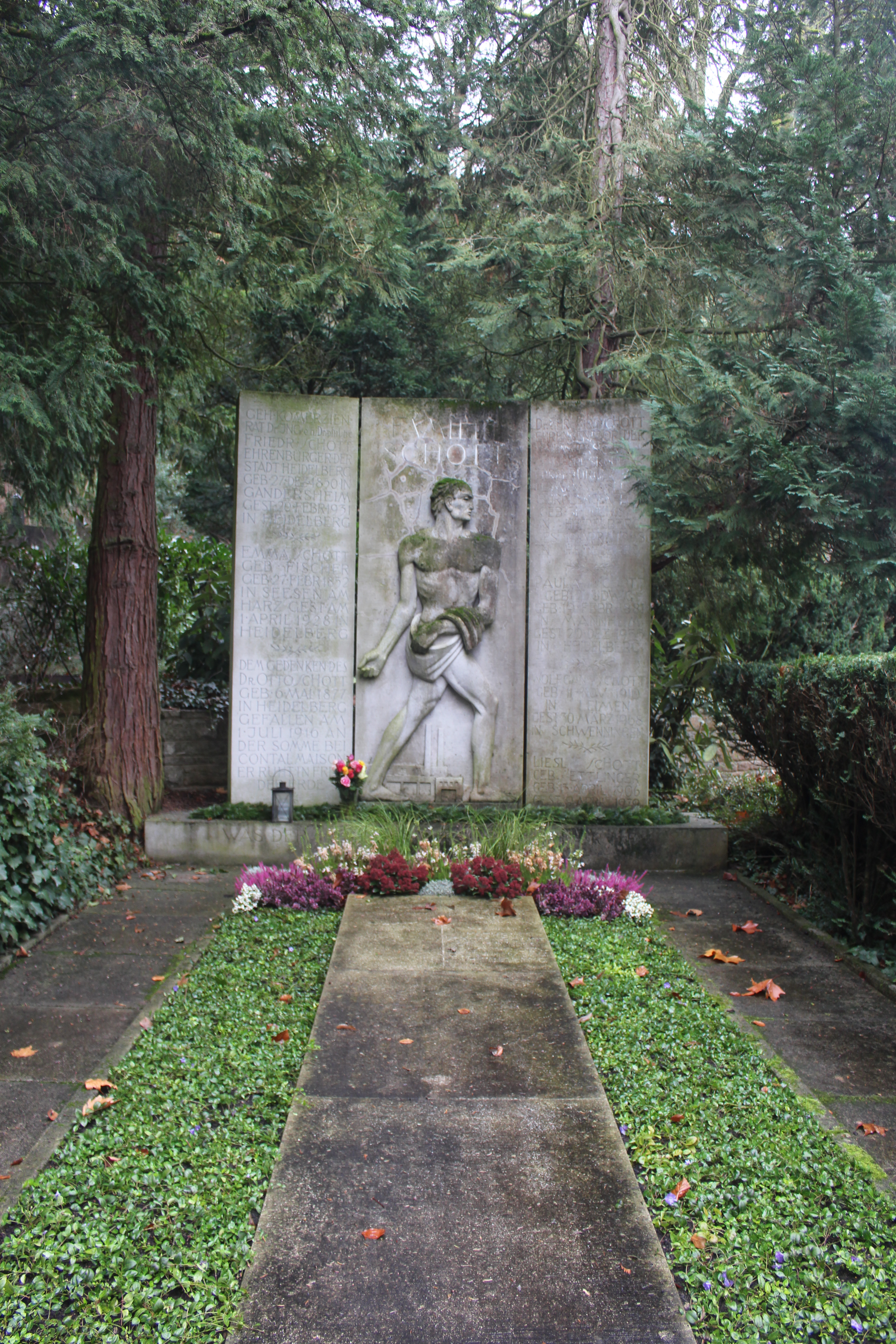
Grabstätte von Ehrhart Schott und Familie, Bergfriedhof Heidelberg

Ehrhart Schott wurde mit zahlreichen Ehrungen bedacht, darunter die Ernennung zum Ehrenbürger der Gemeinde Nußloch im Rhein-Neckar-Kreis, die Berufung zum Ehrensenator der Universität Karlsruhe sowie die Verleihung des Großen Verdienstkreuzes des Verdienstordens der Bundesrepublik Deutschland. 2003 wurde die Gewerbeschule in Schwetzingen in Ehrhart-Schott-Schule umbenannt.

## Veröffentlichungen
- Beiträge zur Kenntnis des Hydroxylamins und Hydrazins, Inaugural-Dissertation, Druck von K. Rössler, Heidelberg, 1908